# シギリ
シギリ（Siguiri）は、ギニア共和国・カンカン州シギリ県の都市。
2008年の人口は約2.8万人。
ギニア北東部、ニジェール川沿いの丘の上にある。近くの川で砂金が採れ、またそれを加工した金細工で知られている。
米の栽培も盛んである。
シギリは1888年にフランス軍の基地として建設された。
空港があり、また道路が首都コナクリやマリ共和国の首都バマコに通じている。
北緯11度25分、西経9度10分。